# Łupież
Łupież (łac. pityriasis capillitii) – choroba skóry głowy objawiająca się drobnopłatowym złuszczaniem zrogowaciałej warstwy naskórka z mniej lub bardziej nasilonym łojotokiem. Pojawia się często u dzieci pomiędzy 6. i 10. rokiem życia, najczęściej jako łupież zwykły. Łupież może dotykać osób w każdym wieku, ale najczęściej stwierdza się go u nastolatków i starszych (szczyt zachorowań – 20. r.ż. i później). Może on prowadzić do przedwczesnego łojotokowego wyłysienia między 20. a 30. rokiem życia. W miarę łysienia łupież i łojotok ulegają zmniejszeniu. Jest to też schorzenie sezonowe – z największym nasileniem w okresie zimowym, a najmniejszym w lecie.
Inne nazwy medyczne obejmują:
- łupież pospolity owłosionej skóry głowy[4] (głowy owłosionej[3]) (łac. pityriasis simplex seborrhoica capillitii)
- łupież łojotokowy (łac. pityriasis seborrhoica)[2]
- łupież biały (łac. pityriasis alba) – złuszczanie się skóry gładkiej, najczęściej kończyn i twarzy[2]

## Etiologia
Niewielkie ilości łupieżu nie sygnalizują z reguły żadnych problemów, gdyż obumieranie i łuszczenie się skóry jest naturalnym procesem. W niektórych przypadkach nadmierne złuszczanie się skóry może mieć jednak podłoże chorobowe.
Starsza literatura powszechna podawała, że najczęstszą przyczyną łupieżu jest drożdżak Malassezia furfur, występujący naturalnie na skórze ludzkiej zarówno zdrowej, jak i z łupieżem. Później odkryto, że głównym czynnikiem przyczyniającym się do powstania łupieżu jest grzyb specyficzny dla skóry głowy, Malassezia globosa.
Na skórze z łupieżem grzyby z tego gatunku namnażają się dużo szybciej, zaburzając równowagę mikrobiomu. Ponieważ potrzebują do tego odpowiednich warunków tłuszczowych, zwykle problem pojawia się w momencie wzmożonego przetłuszczania się skóry głowy. Malassezia żywi się trójglicerydami obecnymi na skórze głowy – uwolnione w ten sposób kwasy tłuszczowe zaczynają podrażniać skórę, a skutkiem jest jej nadmierne łuszczenie się i stan zapalny. 
Choć łupież w dużym stopniu jest uwarunkowany genetycznie, coraz więcej mówi się o wpływie ekspozomu, a więc różnych czynników wewnętrznych i zewnętrznych na jego powstawanie.
W niektórych przypadkach łupież występuje z powodu złego odżywiania, a w szczególności wskutek braku cynku w organizmie.
Wywoływać i pogarszać problem łupieżu mogą też:  
- nadużywanie żeli i lakierów do włosów
- niewłaściwe korzystanie z produktów koloryzujących
- nadmierne wykorzystywanie elektrycznych wałków do włosów
- zbyt rzadkie stosowanie szamponu do włosów
- niewystarczające spłukiwanie włosów po umyciu
- niska wilgotność w pomieszczeniach mieszkalnych
- zbyt zimny klimat.

## Objawy
Najczęstszymi objawami łupieżu są drobnopłatkowe łuszczenie i okresowy świąd. Jednak jego dokładny obraz kliniczny zależy od typu tej choroby skóry :
- łupież zwykły owłosionej skóry głowy (suchy) – niewielkie, suche, białe, przypominające puder łuski, powstałe w wyniku nadmiernego złuszczenia się chorego naskórka. Jeśli proces chorobowy jest nasilony, formują się białe, hiperkeratotyczne, nawarstwione i ściśle przylegające do podłoża strupy. Owłosiona skóra głowy jest sucha i ściągnięta. Jest to najczęściej diagnozowane u młodzieży schorzenie dermatologiczne.
- łupież tłusty owłosionej skóry głowy – uwarstwione, żółtawe strupy, objawy stanu zapalnego i uporczywy świąd. Nadmiernemu złuszczaniu się komórek naskórka towarzyszy wówczas wzmożony łojotok (skóra okolic owłosienia, czoła, rzęs, brwi, ucha zewnętrznego i fałdów nosowo-wargowych jest lśniąca, tłusta, z wyraźnie rozszerzonymi ujściami gruczołów łojowych, wypełnionymi masą łojowo-rogową).
- łupież biały skóry gładkiej – białe, dobrze odgraniczone ogniska, umiejscowione najczęściej na twarzy i kończynach. Zmiany zwykle dotyczące dzieci.

## Różnicowanie
Łupież zwykły owłosionej skóry głowy należy odróżnić od grzybicy powierzchownej skóry owłosionej, której towarzyszą zmiany we włosach i na ogół lepsze odgraniczenie ognisk chorobowych. Łupież tłusty owłosionej skóry głowy różnicuje się z łuszczycą skóry głowy, co może być utrudnione, gdy łupieżowi łojotokowemu nie towarzyszy łysienie, a łuszczycy – charakterystyczne zmiany skórne i paznokciowe. Przy stawianiu diagnozy rozstrzygające może okazać się badanie histologiczne oraz wywiad rodzinny. Łupież biały wymaga różnicowania z wypryskiem.

## Leczenie

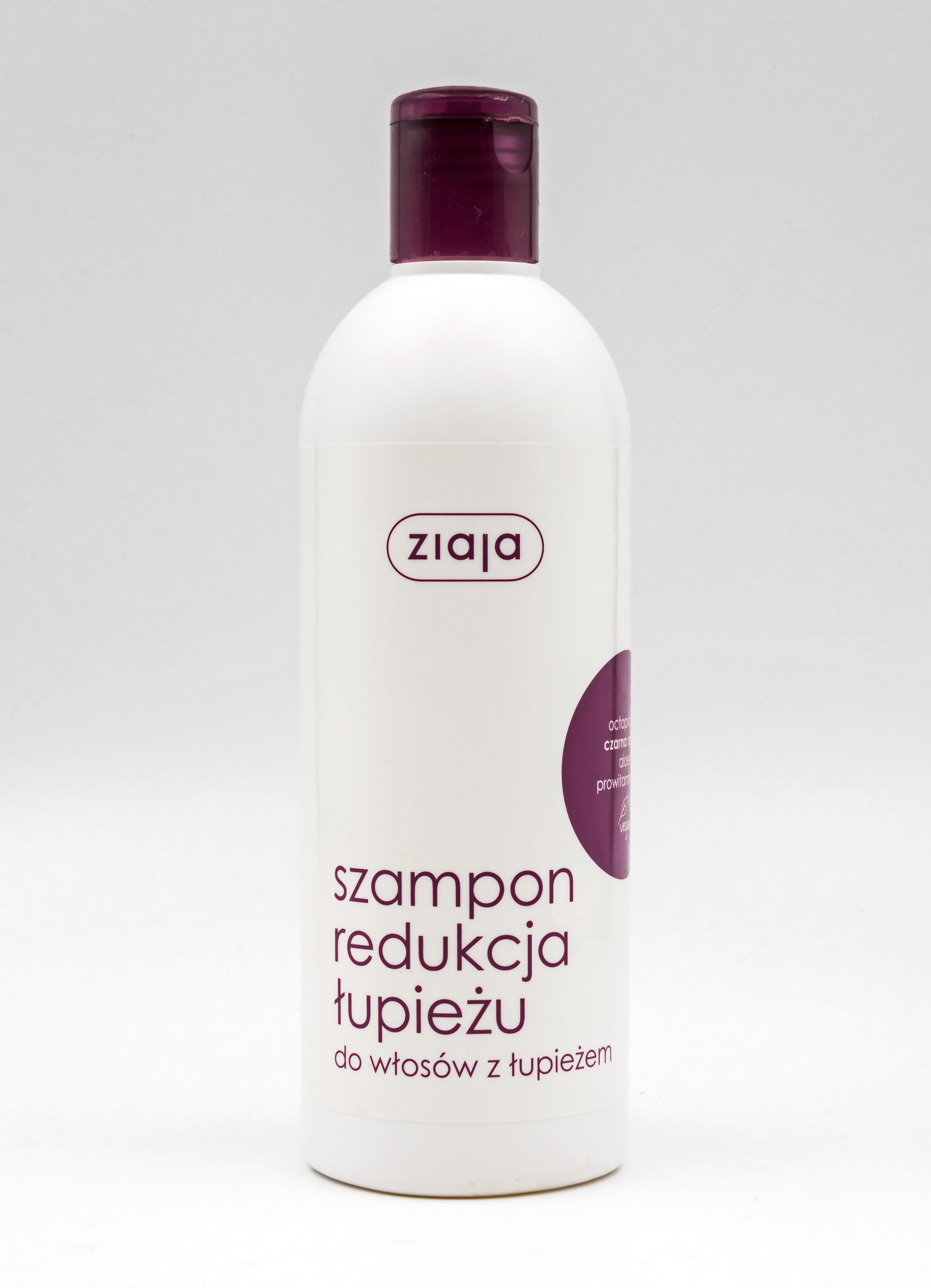
Szampon przeciwłupieżowy Ziaja

Ze względu na przewlekły charakter choroby łupież wymaga leczenia objawowego, które obejmuje (w zależności od typu schorzenia) :
- łupież zwykły owłosionej skóry głowy (suchy) – szampony zawierające smołę pogazową, sól cynkową pirytionu, kwas salicylowy, siarczek selenu i siarkę, dermokosmetyki nawilżające, oliwę z 3% kwasem salicylowym.
- łupież tłusty owłosionej skóry głowy – kremy i płyny przeciwgrzybiczne, leki cytostatyczne i keratolityczne (pochodne izotretynoiny) służące przywróceniu właściwego procesu odnowy warstwy rogowej naskórka.
- łupież biały skóry gładkiej – kremy nawilżające lub oliwa z 3% kwasem salicylowym, delikatne szampony.

Poprawę uzyskuje się zwykle na jakiś czas. Następnie mogą nastąpić remisje. Po zakończeniu leczenia – w celu zminimalizowania ryzyka nasilenia się objawów – zaleca się odpowiednią pielęgnację skóry głowy właściwie dobranymi preparatami, wzbogacenie diety w sole mineralne i witaminy odżywiające skórę i włosy oraz unikanie stresu, mogącego nasilać łojotok. Jeśli u podłoża zmian leżą zmiany endokrynologiczne, wskazane jest leczenie hormonalne.